# سعید قمی
سعید قمی (زادهٔ ۲۸ اوت ۱۹۹۴) یک بازیکن فوتبال اهل ایران است.
از باشگاه‌هایی که در آن بازی کرده‌است می‌توان به باشگاه فوتبال صبای قم و باشگاه فوتبال نفت تهران اشاره کرد او هم‌اکنون در لیگ سه و دو کشور فعالیت دارد، وی مربی چند تیم پایه هم بوده‌است.